# Xavier Maassen

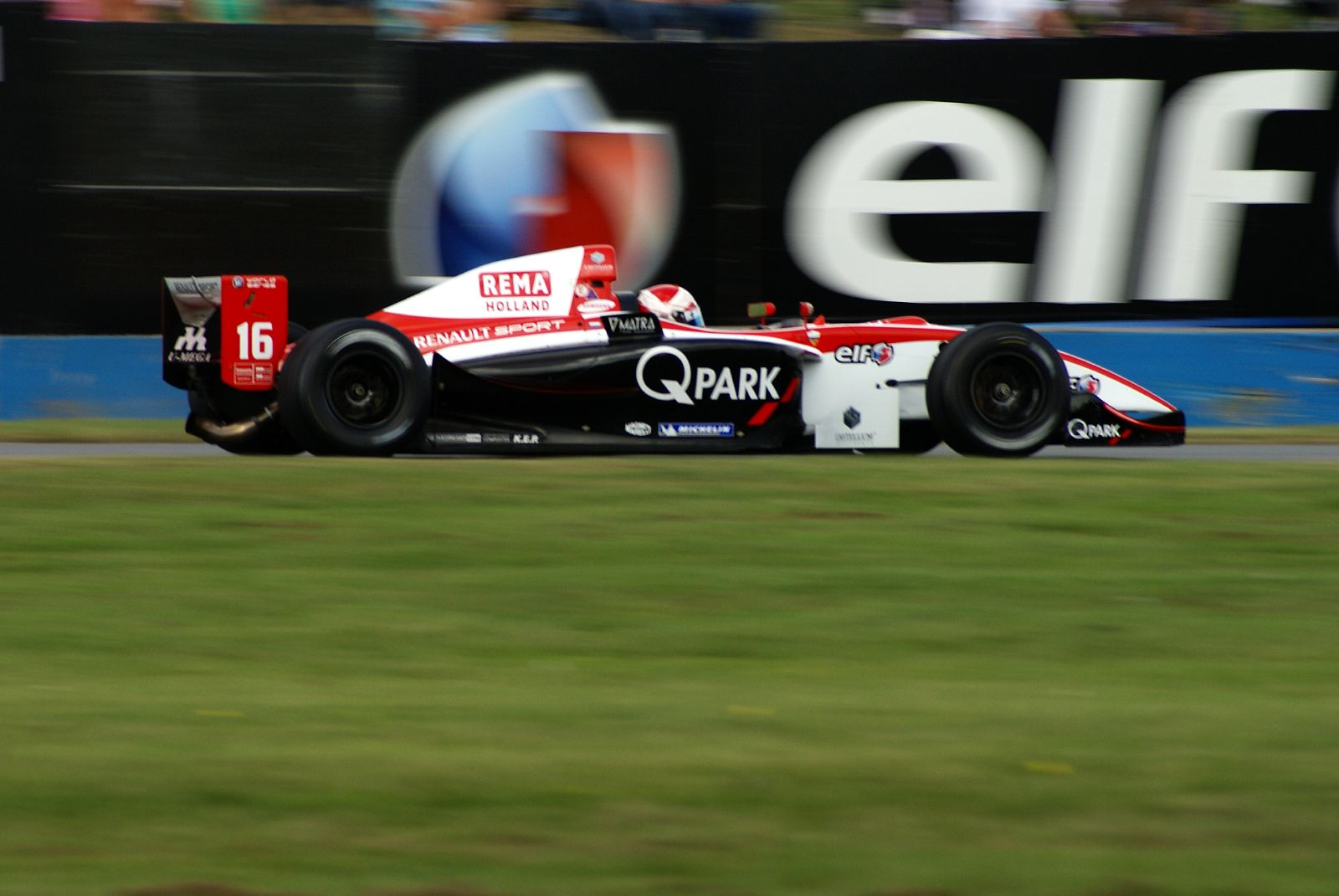
Xavier Maassen im Dallara SN0. Beim Rennen der World Series Formel V8 3.5 im Donington Park 2007

Xavier Maassen (* 22. Juni 1980 in Heerlen) ist ein niederländischer Autorennfahrer.

## Karriere im Motorsport
Xavier Maassen begann seine Karriere 2001 in der Formel Ford, wo er 2001 die Gesamtwertung der belgischen Meisterschaft gewann, ein Erfolg, den er 2002 wiederholen konnte. Dazu kam im selben Jahr der zweite Endrang im niederländischen Championat. 2003 wechselte er in den Formel Renault 2.0 Eurocup, blieb dort jedoch ohne zählbaren Erfolg. Während er 2004 im Eurocup erneut ohne Punkte blieb, beendete er die niederländische Meisterschaft an der zweiten Stelle der Endwertung. Bis zum Ablauf der Saison 2007 war Maassen in unterschiedlichen Formel-Renault-Rennserien engagiert und wechselte dann in den GT- und Sportwagensport.
2009 ging er für das Team von Luc Alphand in der FIA-GT-Meisterschaft an den Start und gab im selben Jahr sein Debüt beim 24-Stunden-Rennen von Le Mans. In den 2010er-Jahren bestritt er Rennen in der Blancpain Endurance Series und gewann 2014 die Gesamtwertung des Porsche GT3 Cup Challenge Benelux Cup.
In Le Mans fuhr Maassen bisher viermal. Die beste Platzierung im Schlussklassement war der 16. Rang 2009.

## Statistik

### Le-Mans-Ergebnisse
| Jahr | Team                  | Fahrzeug                | Teamkollege   | Teamkollege       | Platzierung | Ausfallgrund |
| ---- | --------------------- | ----------------------- | ------------- | ----------------- | ----------- | ------------ |
| 2009 | Luc Alphand Aventures | Chevrolet Corvette C6.R | Julien Jousse | Yann Clairay      | Rang 16     |              |
| 2010 | Luc Alphand Aventures | Chevrolet Corvette C6.R | Julien Jousse | Patrice Goueslard | Ausfall     | Motorschaden |
| 2011 | JMW Motorsport        | Ferrari 458 Italia GTC  | Rob Bell      | Tim Sugden        | Rang 24     |              |
| 2015 | Team AAI              | Porsche 911 GT3 RSR     | Jun-San Chen  | Alex Kapadia      | Rang 37     |              |